# Nanporo (Hokkaido)
Nanporo (南幌町 Nanporo-chō?) es un pueblo ubicado en la subprefectura de Sorachi, Hokkaido, Japón. Es una ciudad dormitorio de Sapporo.
A septiembre de 2016, la ciudad tiene una población estimada de 7.886 y una densidad de 96 personas por km². El área total es 81.49 km².